# Бі-Бі-Сі: Життя
Життя (англ. Life) — телевізійний документальний фільм, вперше показаний на телеканалі BBC з жовтня по грудень 2009 року.
Life створений BBC Natural History Unit спільно з Discovery Channel, Skai TV та Відкритим університетом. Оригінальний сценарій, використаний в британській і канадській версіях, був написаний і розказаний Девідом Аттенборо.
На телеканалі BBC серіал був представлений із десяти 50-хвилинних епізодів. Перша серія дає загальне введення в телефільм, друга показує рослини, а інші призначені для основних груп тварин. Їх метою було показати загальні риси, які зробили свій внесок в успіх кожної групи, а також інтимні та драматичні моменти у житті окремих видів, які були обрані завдяки їх видатним досягненням або харизмі. Наприкінці кожної серії показано десятихвилинний making-of із найцікавішими моментами зйомки, в результаті чого загальний час серії досяг 60 хвилин.

## Сюжет
Цей серіал охоплює поглядом особливі стратегії і незвичайне поводження живих істот, вироблене ними для виживання, яке Чарльз Дарвін називає «боротьба за існування». Протягом чотирьох років серіал був знятий повністю на відео високої роздільності.

## Епізоди
| Наша планета є домом для близько 30 мільйонів різних видів тварин і рослин. Кожна істота впродовж усього свого існування веде власний бій за життя. Де б ви не подивилися, на суходолі чи в океані, усюди є надзвичайні приклади виживання. Девід Аттенборо |

### 1. Життєві випробування / Challenges of Life
Що ж потрібно живим істотам, щоб за багато мільйонів років вижити в цьому світі і продовжити свій рід? Ми пропонуємо Вам дізнатися, на які вигадки та хитрощі здатні сучасні мешканці нашого світу.
Вас чекає зустріч з бурими капуцинами, гепардами, хамелеонами, дельфінами, касатки та іншими тваринами.

### 2. Рептилії та амфібії / Reptiles and Amphibians
Безжальні мисливці, що володіють неперевершеними здібностями маскування і чудово підготовлені фізично, холоднокровні рептилії і амфібії відмінно почувають себе там, де ссавці і птахи бояться ступити й крок. Вас чекає знайомство з комодськими варанами, морськими зміями, африканською жабою-биком, отруйними ящірками та іншими екзотичними плазунами.

### 3. Ссавці / Mammals
Ссавці володіють рядом безсумнівних переваг: високим рівнем розвитку нервової системи, жіворідністью з вигодовування дитинчат молоком, а також досконалою системою теплорегулювання. Але головна перевага ссавців в силі сімейних зв'язків. Ви зможете дізнатися про життя тюленів, полярних ведмедів, сурикатів, слонів, горбатих китів та інших тварин.

### 4. Риби / Fish
Океани — складне середовище проживання, і деякі види риб знаходять дивовижні способи виживання. У Вас є унікальна можливість зануритися в загадковий світ цих незвичайних істот, таких як летючі риби, морські дракони, восьминоги, анчоуси і багато інших.

### 5. Птахи / Birds
Птахам доступні простори неба. Вони можуть подорожувати швидше і далі за інших тварин і проникати в будь-які куточки планети. Але заради цієї свободи протягом усього життя птахам доводиться долати безліч труднощів.

### 6. Комахи / Insects
На землі більше видів комах, ніж усіх інших тварин разом узятих. Але через їх дрібні розміри ми рідко помічаємо, наскільки вони дивні. Щоб зрозуміти, як вони влаштовані, потрібно проникнути у їхній світ.

### 7. Мисливці та здобич / Hunters And Hunted
Життя тварин відбувається в постійній боротьбі між хижаком і жертвою. Кожній стороні, щоб вижити, потрібно перехитрити і перемогти іншу. Перемога для мисливця — це їжа. Для жертви — це шанс прожити ще один день. Перед Вами історії протистоянь гепарда і зебри, горностая і кролика, гримучої змії і каліфорнійської білки, косатки і тюленя.

### 8. Істоти глибин / Creatures of the Deep
Мільярди років океан був єдиним місцем на планеті, де існувало життя. Нащадки тих давніх істот дожили і до наших днів. Це господарі глибин — кальмар Гумбольдта, гігантський тихоокеанський восьминіг, краб-павук та інші.

### 9. Рослини / Plants
Як і тварини, рослини постійно борються за їжу і рятуються від ворогів. Вони вміють обманювати і навіть іноді полюють. Вас чекає розповідь про дуже незвичайних представників рослинного світу — венерину мухоловку, драконяче дерево, бамбук, котячий пазур та інших.

### 10. Примати / Primates
Це розповідь про світ приматів — найрозвиненіших представників класу ссавців: горилу, орангутана, шимпанзе, снігових мавп та інших. Примати можуть вирішувати складні завдання, ділитися думками та ідеями, а також будувати тривалі стосунки.